# Conspiración del ocultamiento extraterrestre
Una teoría de la conspiración del ocultamiento extraterrestre es cualquiera de las numerosas teorías de conspiración que argumentan que la verdadera evidencia de los objetos voladores no identificados como visitantes extraterrestres está siendo reprimida por diversos gobiernos de todo el mundo.

## Descripción
Las varias ideas presentes en la llamada teoría de la conspiración del ocultamiento extraterrestre han prosperado en Internet y en multitud de foros y páginas web que han creado un nuevo movimiento o corriente de pensamiento conocido como «New Age». Los defensores de este movimiento se manifiestan a favor de la desclasificación de archivos por parte de los gobiernos, a los cuales culpan de ocultar información extraterrestre, así como de energía libre y otros asuntos que consideran de vital importancia para la evolución de la raza humana.

### Elementos presentes en la teoría de conspiración del ocultamiento extraterrestre
Algunas de estas teorías indican que el gobierno está permitiendo explícitamente tratos con extraterrestres a cambio de tecnología. Los elementos presentes en la teoría de conspiración del ocultamiento extraterrestre, pueden incluir la: 
- Supuesta manipulación de ciudadanos:
  - Fenómenos de abducciones
  - Hombres de negro

- Desacreditación u ocultación de supuestas pruebas:
  - Incidente OVNI (ejemplo, el Incidente OVNI de Roswell)
  - Majestic 12
  - Cara de Marte